# Eik Koch
Erik Eik Sönchen Koch (7. juni 1914 i Viby – 28. oktober 1982 i Holte) var en dansk skuespiller og sanger.
Han var oprindelig uddannet sanger og var på studierejse i en årrække i både Wien, New York og Stockholm. I 1942 debuterede han som skuespiller og i 1948 som operettesanger. Han var engageret både på Aarhus Teater, Aalborg Teater og Det ny Scala.
Senere fik også en rolle i tv-serien Livsens ondskab og nåede at indspille nogen enkelte film, af hvilke kan nævnes Røverne fra Rold (1947), Smedestræde 4 (1950), Far til fire i sneen (1954) og Kun sandheden (1975).